# Comuna Bîșiv, Makariv
Bîșiv (în ucraineană Бишів) este o comună în raionul Makariv, regiunea Kiev, Ucraina, formată din satele Bîșiv (reședința), Ferma, Horobiivka și Lubske.

## Demografie
Componența lingvistică a comunei Bîșiv
     Ucraineană (96,62%)
     Rusă (2,91%)
     Alte limbi (0,19%)
Conform recensământului din 2001, majoritatea populației comunei Bîșiv era vorbitoare de ucraineană (96,62%), existând în minoritate și vorbitori de rusă (2,91%).